# Corallorhiza wisteriana
Corallorhiza wisteriana là một loài lan thuộc chi Corallorrhiza.